# Torpedobaad
Torpedobaad er en dansk dokumentarisk optagelse fra 1912 produceret af Nordisk Films Kompagni.

## Handling
En torpedobåd sejler ud af Københavns Havn.